# Klub Rolnika

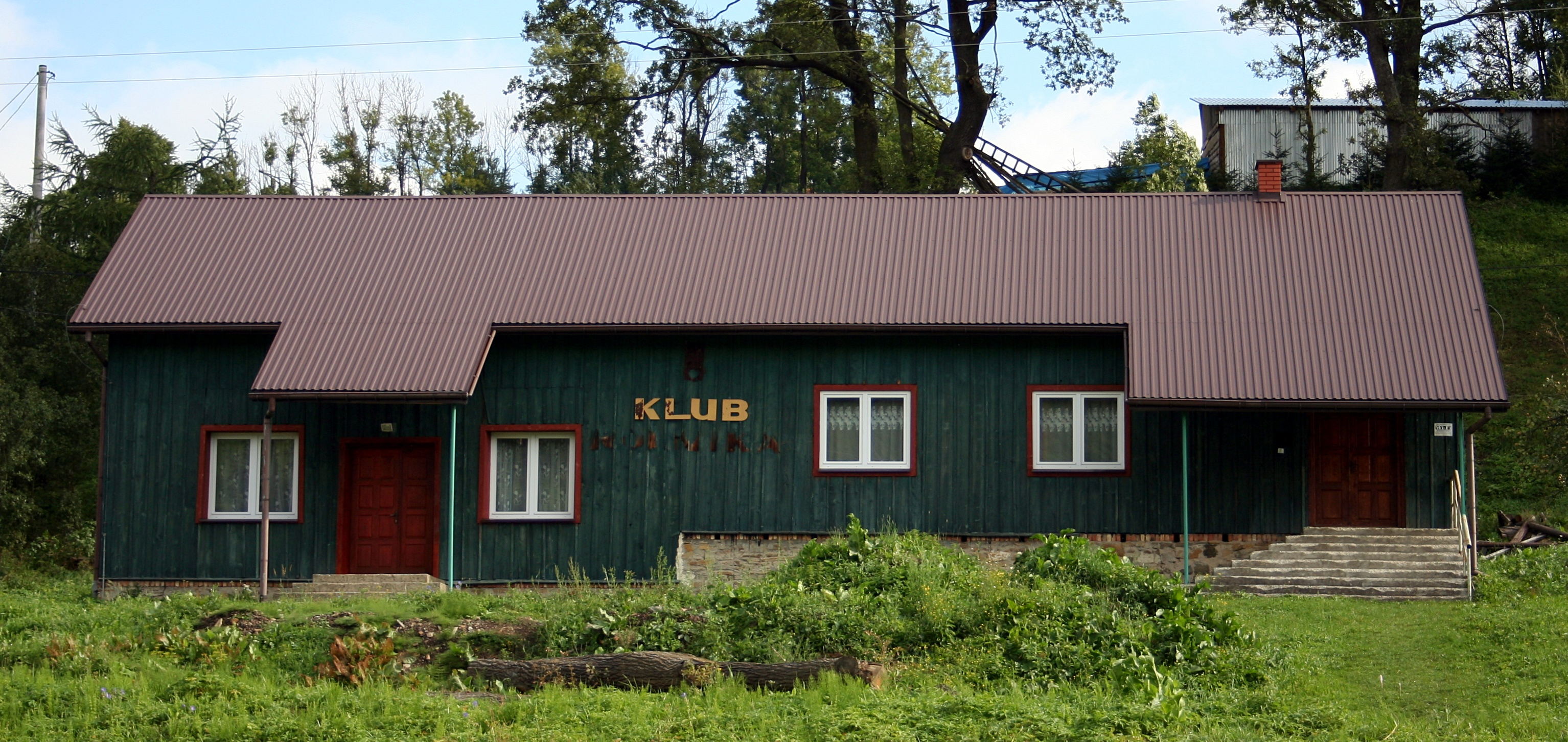
Klub Rolnika w Komańczy

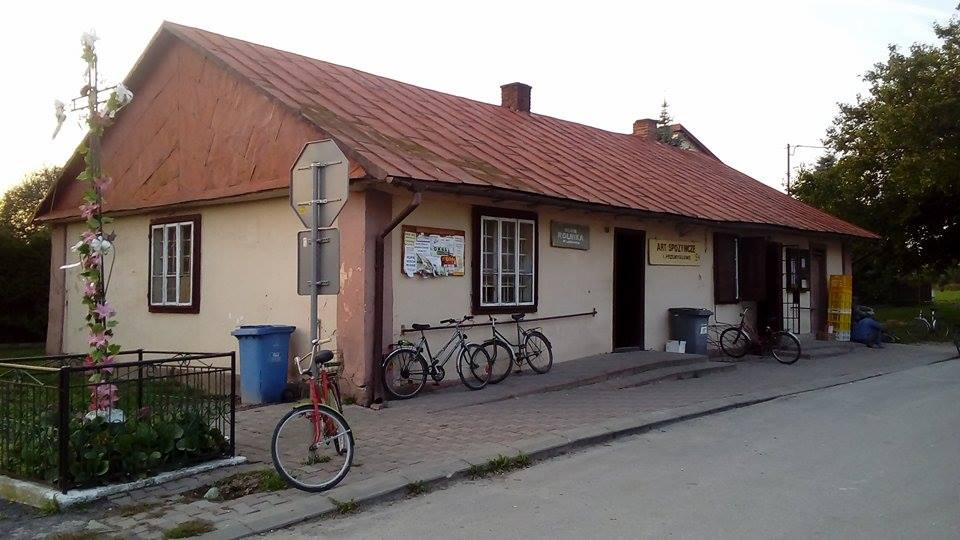
Klub Rolnika w Leścach

Klub Rolnika – forma świetlicy wiejskiej, później klubokawiarni, upowszechniana w czasach PRL. Z założenia była to placówka kulturalno-oświatowa, wyposażona w telewizor i salę do konsumpcji. Chętnym oferowano gry planszowe i czasopisma. 
Organizacyjnie Kluby Rolnika podporządkowane były GS-om, w odróżnieniu od podobnych Klubów „Ruchu” – klubokawiarni prowadzonych przez Przedsiębiorstwo Upowszechniania Prasy i Książki „Ruch”. Obydwa rodzaje klubów z reguły były siedzibą KGW i innych organizacji społecznych. Część Klubów Rolnika odegrała pozytywną rolę w zakresie upowszechniania kultury, animacji amatorskiego ruchu artystycznego, aktywizacji lokalnej społeczności. Inne skupiały się na działalności gastronomicznej. Echem działalności Klubów Rolnika w gastronomii mogą być nazwy przedsiębiorstw.